# Aeroportul Jataí
Aeroportul Jataí (IATA: JTI, ICAO: SWJW) este un aeroport din Goiás, Região Centro-Oeste do Brasil⁠(d), Brazilia ce deservește zona Jataí. Aeroportul a fost tranzitat în 2006 de 34 de pasageri. A fost numit după Jataí⁠(d).
Situat la o altitudine de 771 m, aeroportul dispune de 1 pistă.

## Infrastructură

### Piste
Aeroportul dispune de o singură pistă. Pista 13/31 are suprafața de asfalt și dimensiunile 1.500 m × 23 m. 